# Jullienella
Jullienella ist eine Gattung benthischer Foraminiferen in der Familie Schizamminidae der Ordnung Astrorhizida. Die Typusart ist Jullienella foetida.
Die Gattung wurde 1890 von Charles Schlumberger mit der Typusart J. foetida erstbeschrieben. Typlokalität ist vor Wedabo Beach (alias Watabo oder Warabo), gegenüber dem Po River (auch Poor River), Republik Liberia, in 7 Faden Tiefe (knapp 13 m), 1 km von der Küste entfernt, in schwarzem Schlamm.
Es wurden keine fossilen Exemplare gefunden, alles bekannte Material ist daher rezent, und der chronostratigraphische Bereich erstreckt sich über das Holozän/Anthropozän.
In früheren Klassifizierungen wurde Jullienella in eine Unterordnung Textulariina der Ordnung Textulariida eingeordnet.

## Beschreibung
Die Gattung zeichnet sich durch ihre Größe aus (sie wird bis zu 70 mm lang); dazu kommt ihre fächerartige (flabelliforme) und nicht unterteilte (septierte) Gestalt.

## Artenliste
Zu Jullienella gehören die folgenden Arten:
- Jullienella foetida Schlumberger, 1890[5] (Typusart)[7]
– Vorkommen: Vor der Westküste Afrikas (4° bis 23° Nord), in einer Tiefe von 10–90 m[7] bzw. nach anderen Angaben über 100 m[5]
- Jullienella pearceyi Nørvang, 1961[12]
– Vorkommen: Vor der Küste Südafrikas (30° Süd), in einer Tiefe von 100–125 m[7]
- Jullienella zealandica Hayward & Gordon, 1984[7]
– Vorkommen: Vor der Westküste Neuseelands, Südinsel (42° bis 45° Süd)

## Etymologie
Der Gattungsname ist benannt zu Ehren von M. Jullien, einem Kollegen des Erstbeschreibers Charles Schlumberger.
- Beim Aufsammeln der ersten Exemplare von J. foetida wurde festgestellt, dass sie einen „übelriechenden Duft“ verströmen, was dieser Spezies das Art-Epitheton foetida – vom lateinischen Wort für ‚stinkend‘ – einbrachte.[5]
- Das Art-Epitheton zealandica ist neulateinisch und bedeutet ‚von Neuseeland‘ oder ‚zu Neuseeland gehörig‘.

## Jullienella foetida

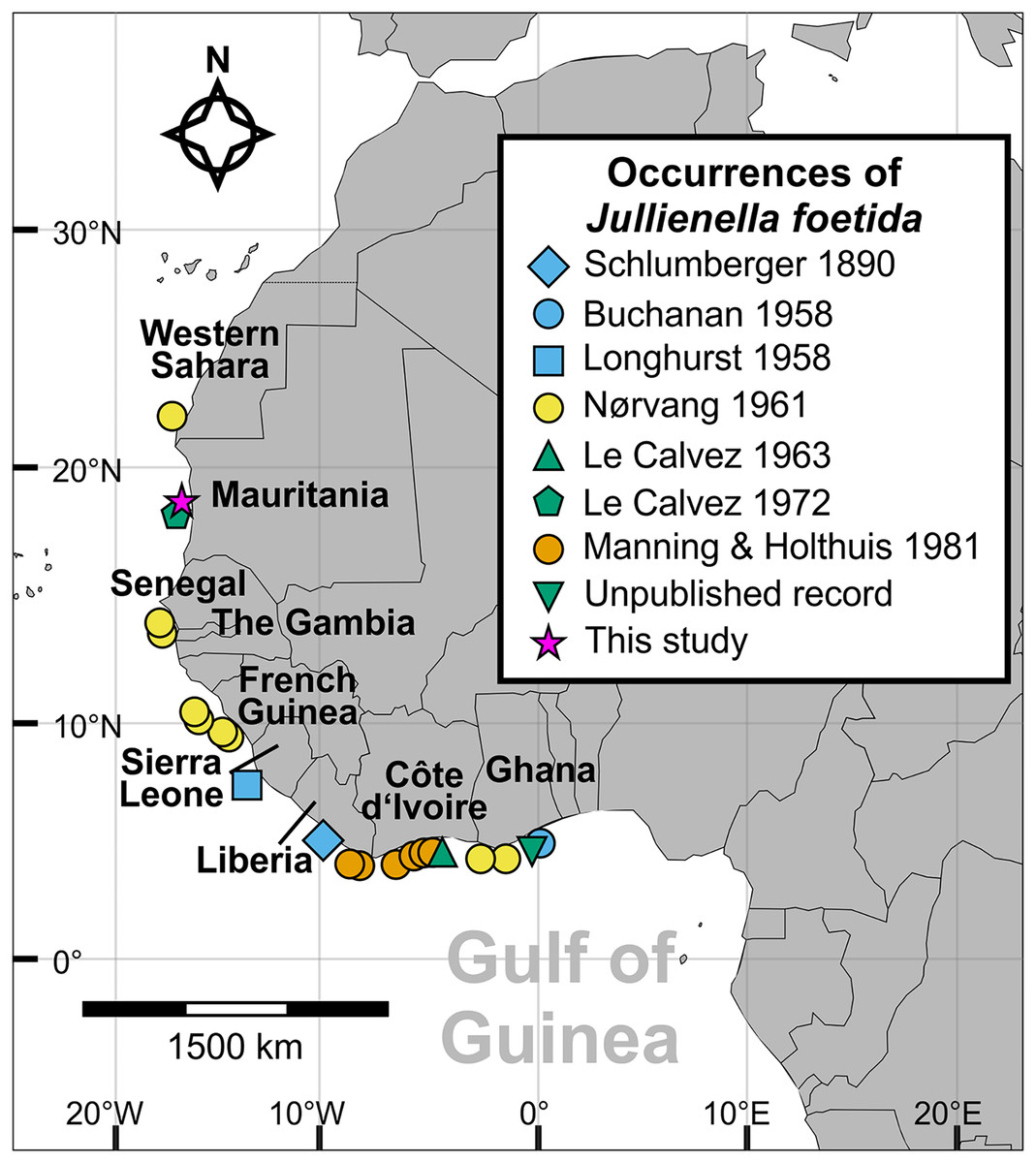
Karte mit allen bekannten Orten, an denen J. foetida nachgewiesen wurde (Stand 2022)

Die Typusart Jullienella foetida ist eine Spezies riesiger agglutinierter Foraminiferen mit einem blatt- oder fächerartigen Gehäuse (englisch test), diese erreichen eine maximale Größe von 14 cm.
Die Gattung ist in einigen Teilen des westafrikanischen Kontinentalschelfs verbreitet.
Normalerweise werden Foraminiferen nur wenige Millimeter groß, aber eine Gruppe dieser Agglutinierten kann erstaunliche Größen von mehreren Zentimetern erreichen. Eine Gruppe der sogenannten agglutinierenden Foraminiferen vergrößern ihr Gehäuse, indem sie winzige Sand- und Mineralkörner auf ihrer Oberfläche aufkleben und so mehrere Zentimetern groß werden.

### Morphologie (J. foetida)
Die Wand des Gehäuses besteht aus einer glatten, äußeren Schicht aus mit kleinen (weniger als 10 µm großen) Mineralkörnern, die über einer viel dickeren inneren Schicht mit einer porösen Struktur aus Körnern von mehreren hundert µm Größe liegen.
Mikro-CT-Scans deuten darauf hin, dass ein Großteil des Schaleninneren mit Zytoplasma gefüllt ist, während Röntgenaufnahmen ein komplexes System strahlenförmiger interner Trennwände zeigen. Es wird vermutet, dass diese dazu dienen, den Zytoplasmafluss zu kanalisieren und das Gehäuse zu verstärken.
J. foetida ähnelt in Bezug auf Größe und Morphologie des Gehäuses einigen Xenophyophoren (riesigen Tiefsee-Foraminiferen), verfügt aber nicht über deren charakteristische innere Organisation. Aus diesem Grund hält man diese Ähnlichkeiten für wahrscheinlich konvergent. Aufgrund von Mikro-CT-Scandaten wurde Zytoplasma-Biomasse von 3,65 mg (Nassgewicht) bestimmt.

### Ökologie (J. foetida)
Daraus erschließt sich, dass J. foetida in Gebieten, in denen die Art besonders häufig vorkommt, ihre Biomasse u. U. mehr als 7,0 g (Nassgewicht) betragen kann.
Nach diesen Beobachtungen gehört J. foetida unter den heute lebenden Foraminiferen zu denen mit der größten Biomasse.
Um eine solche Biomasse zu bilden und stabil zu erhalten, ist die Spezies auf entsprechende Nahrungs-Ressourcen angewiesen.
Das relativ begrenzte Verbreitungsgebiet dieser Art vor der nordwestafrikanischen Küste in Tiefen von über 100 m
ist vermutlich bedingt durch die Oberflächenproduktivität entlang dieser Linie, wo aufgrund des Auftriebs genügend Nahrung für diese hohe Biomasse zur Verfügung steht.
In den benthischen Ökosystemen, in denen die Art reichlich vorkommt, gibt es kaum andere gerüstbildende Organismen wie Korallen.
Infolgedessen spielt sie dort eine bedeutende Rolle oder gar Schlüsselrolle, weil sie das Hartsubstrat darstellt, auf dem sich dann andere sessile Organismen ansiedeln können.
Daher spielt die Art für die Biodiversität der dortigen lokalen Ökosysteme eine wichtige Rolle.

## Jullienella zealandica
J. zealandica ist eine weitere Art von großen agglutinierten Foraminiferen der Gattung Jullienella. Sie wurde in rezenten (neuzeitlichen) Sedimenten in 950-1.400 m Tiefe vor der Westküste der Südinsel Neuseelands gefunden. Dies ist offenbar der erste Nachweis der Gattung
- außerhalb der afrikanischen Küste
- in Tiefen von mehr als 125 m
- und in kühleren als tropischen oder subtropischen Gewässern.[7]

### Fundgeschichte (J. zealandica)
Zunächst gab es zwei Proben dieser Spezies, die von Dennis P. Gordon bei Arbeiten an den Moostierchen (Bryozoen) vor der Westküste der Südinsel Neuseelands gesammelt wurden und ursprünglich irrtümlich auch für Bryozoen gehalten wurden. Eine eingehende Untersuchung ergab dann aber, dass es sich bei diesen Exemplaren um die ersten Nachweise der Gattung Jullienella außerhalb der afrikanischen Küste handelte und dass sie sich hinreichend von den beiden bis dato bekannten Arten unterschied, um als eigene Spezies klassifiziert zu werden.
In der Folge wurde diese neue Art noch in zwei weiteren Baggerproben von 1982 aus demselben Gebiet gefunden.

### Beschreibung (J. zealandica)
Das Gehäuse ist mit bis zu 30 mm lang (meist 10–18 mm), fächerförmig schmal bis breit (bis zu 25 mm, meist 10–15 mm), flach zusammengedrückt (Dicke 0,8–1,2 mm).
Die Oberfläche des Gehäuses ist fein gestreift mit deutlichen, sichelförmig gekrümmten Wachstumslinien. Die Farbe ist grau-braun mit Orangetönen.
Die Wand ist ohne Perforationen aus mineralischen (lithischen) Körnern zusammengesetzt und gelegentlichem Bioklasten, (Schwammnadeln und Kieselalgen); die Zwischenräume zwischen größeren Körnern sind meist mit kleineren Schluffpartikeln gefüllt. Die Wand hat eine Dicke von etwa 0,3 mm und umschließt einen zentralen Hohlraum von etwa 0,25–0,35 mm.

### Vergleich vonJ. zealandicamit der Typusart
Beim Vergleich zeigen sich folgende Unterschiede:
- J. zealandica ist mit bis zu 30 mm kleiner und in seinem fächerförmigen (flabelliformen) Wachstum und seiner Verzweigung deutlich konservativer als die Typusart J. foetida, die bis zu 70 mm groß werden kann.
- J. zealandica ist nicht faltig-blättrig (englisch plicately foliate), wie es bei J. foetida entlang des distalen Randes üblich ist.
- Schmale, röhrenförmige Äste sind bei J. zealandica nur gelegentlich vorhanden, bei J. foetida dagegen reichlich und allgegenwärtig.

### Bildergalerie:J. foetida

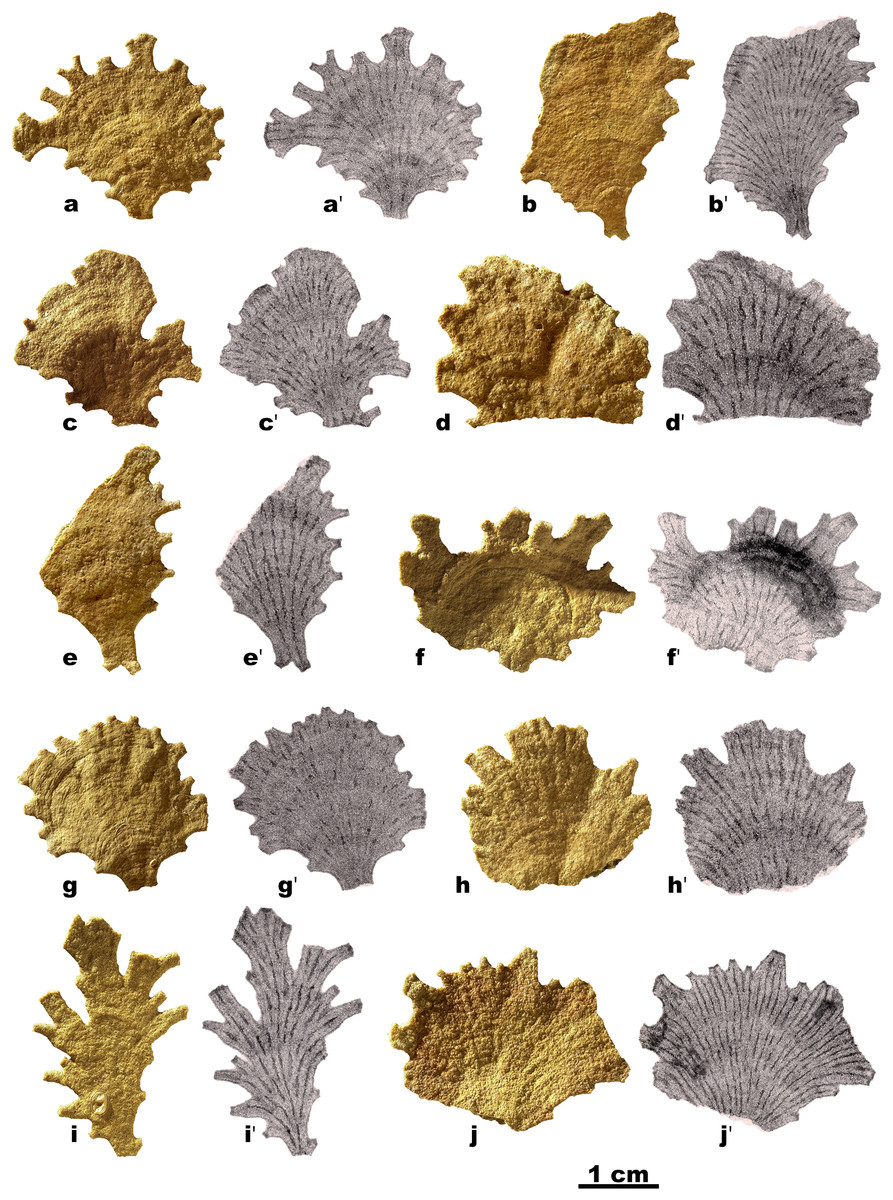
J. foetida, LM- und entsprechende Röntgen-Aufnahmen von 10 Exemplaren
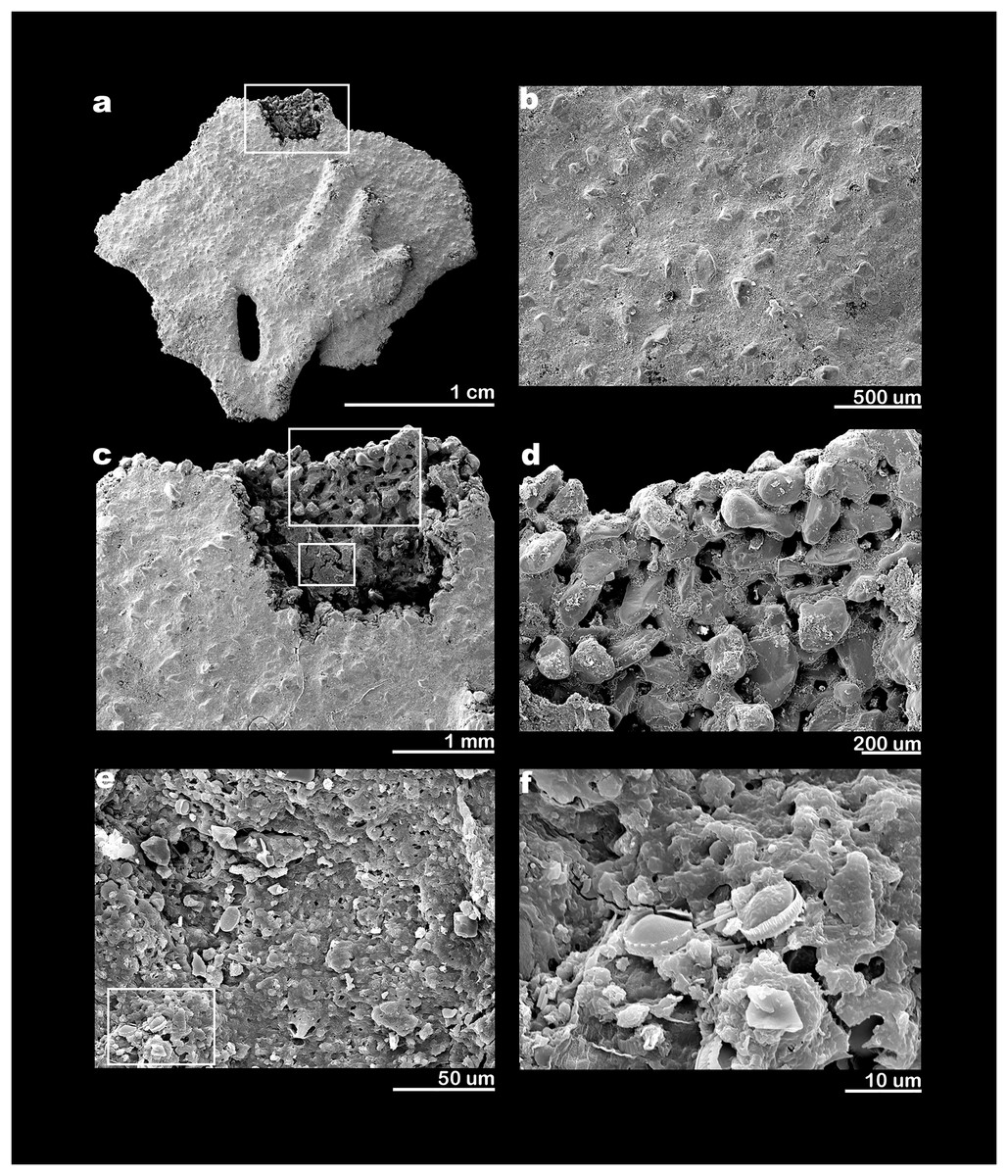
J. foetida, REM-Aufnahmen.
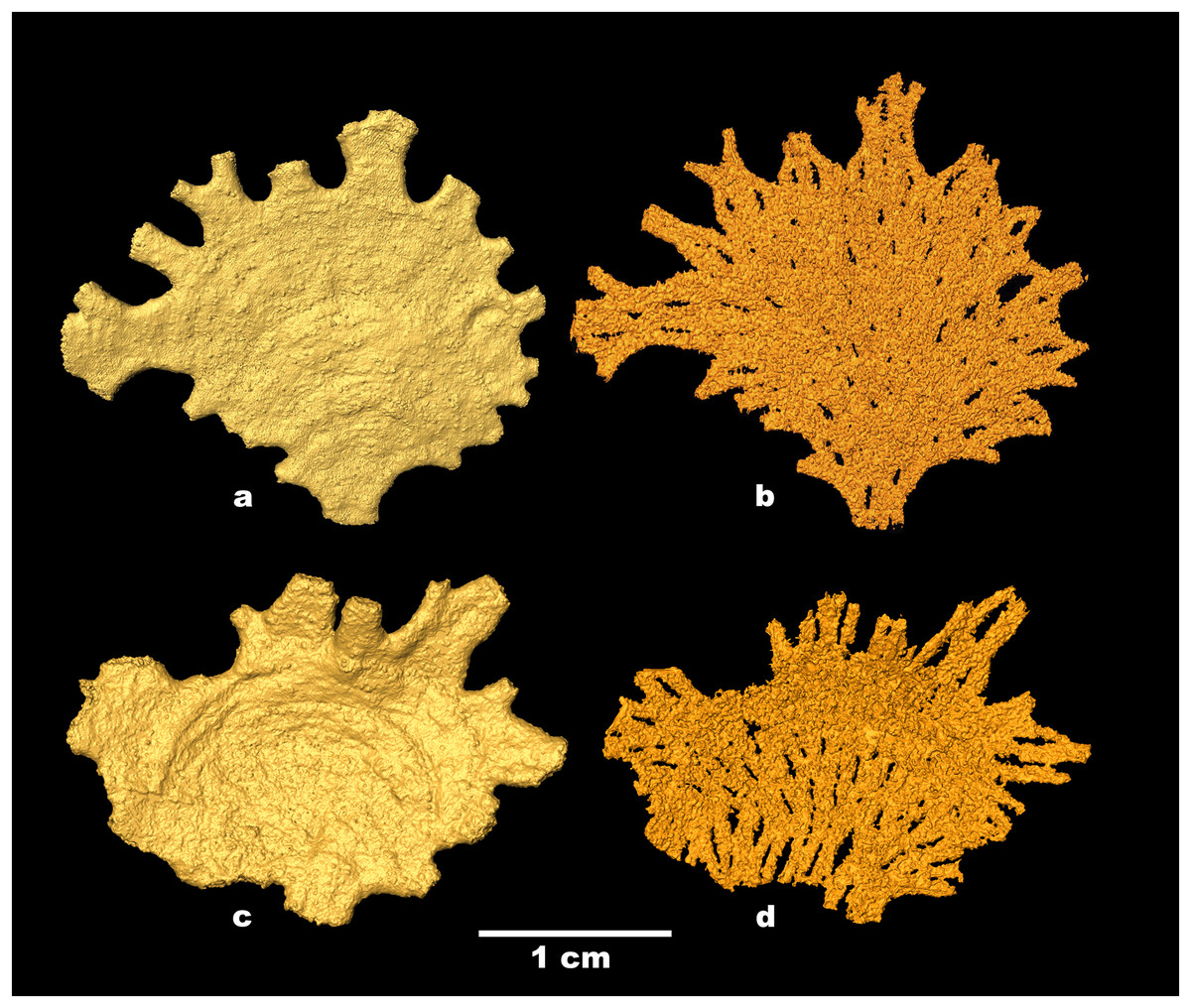
J. foetida, Mikro-CT-Scabs zweier Exemplare
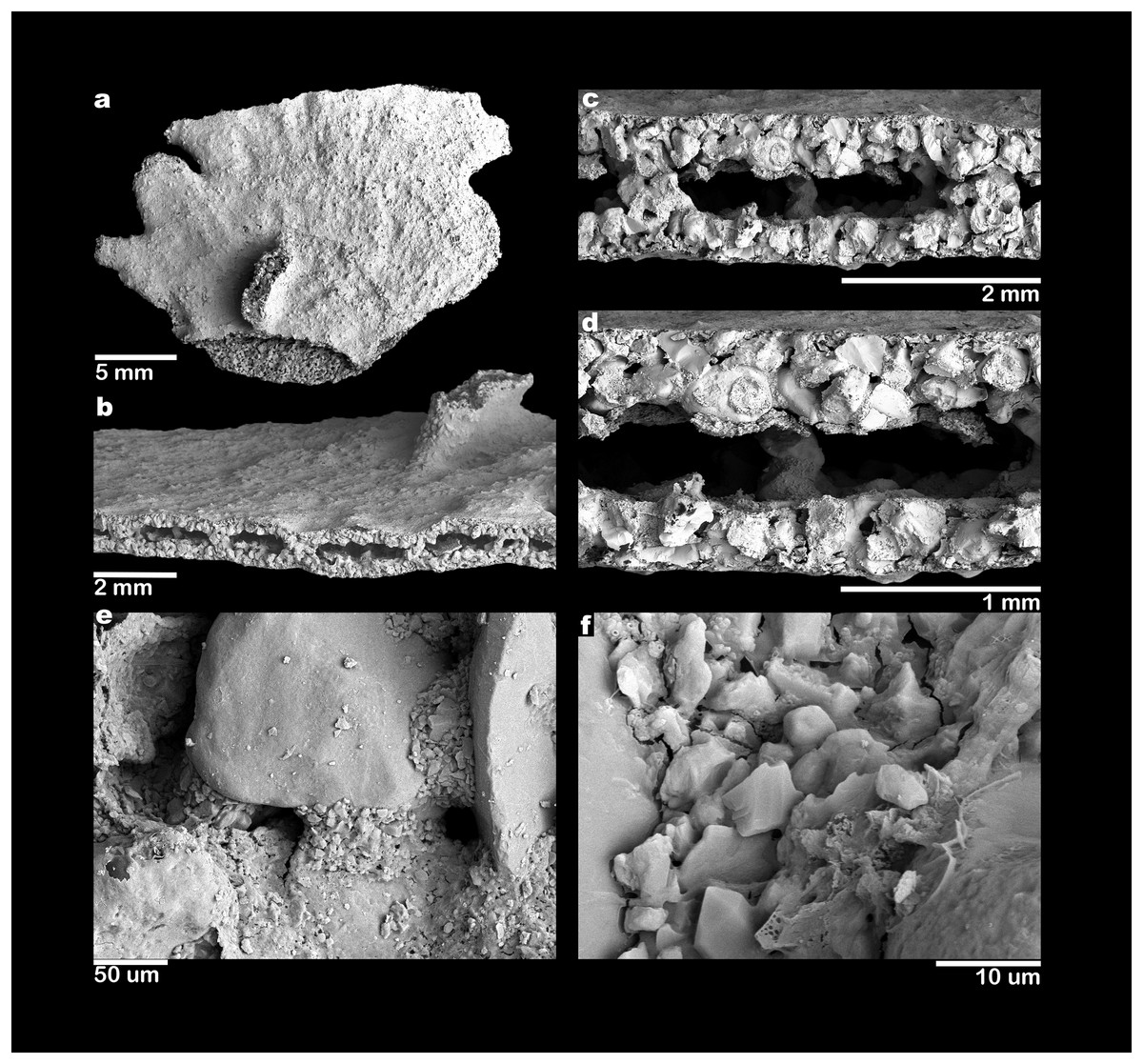
J. foetida, REM-Aufnahmen.
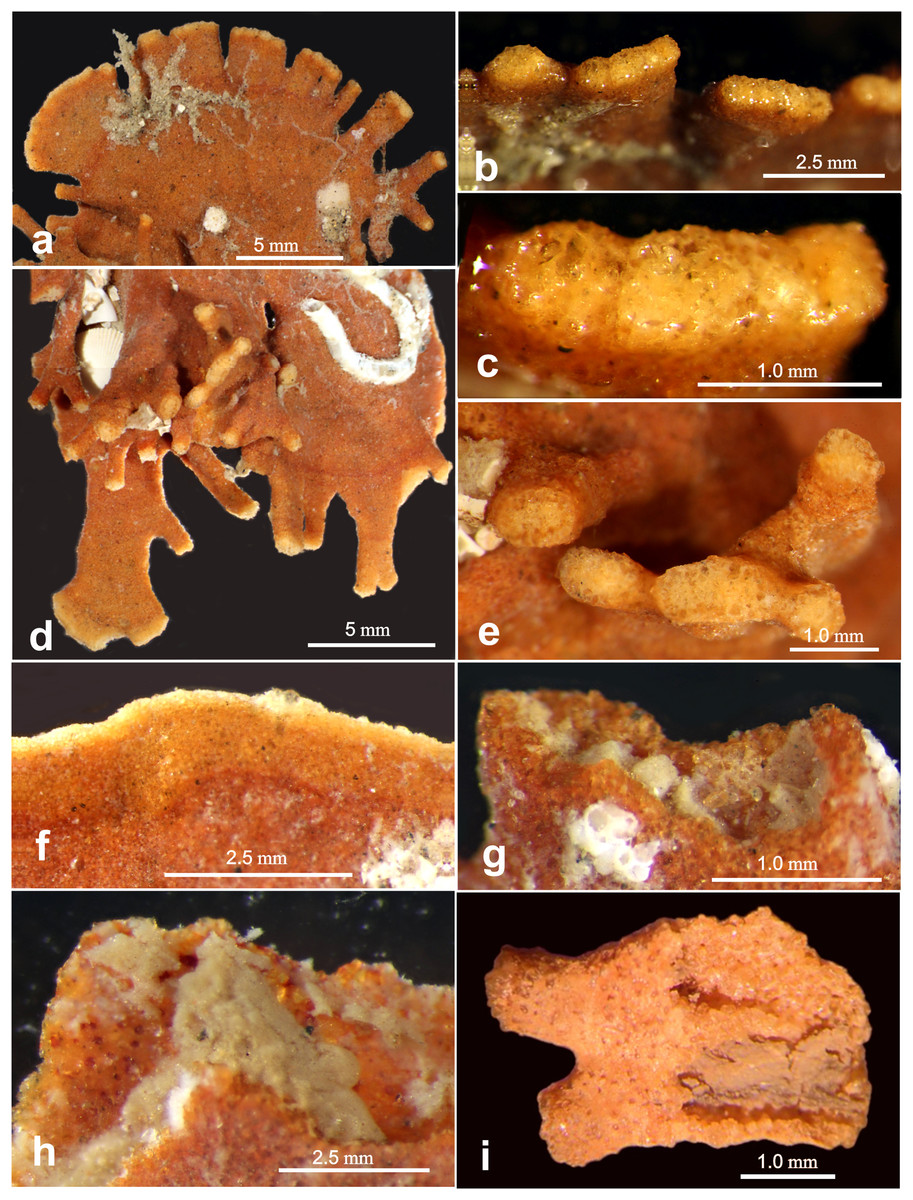
LM-Aufnahmen von „aperturalen“ Merkmalen entlang des Randes von J. foetida.
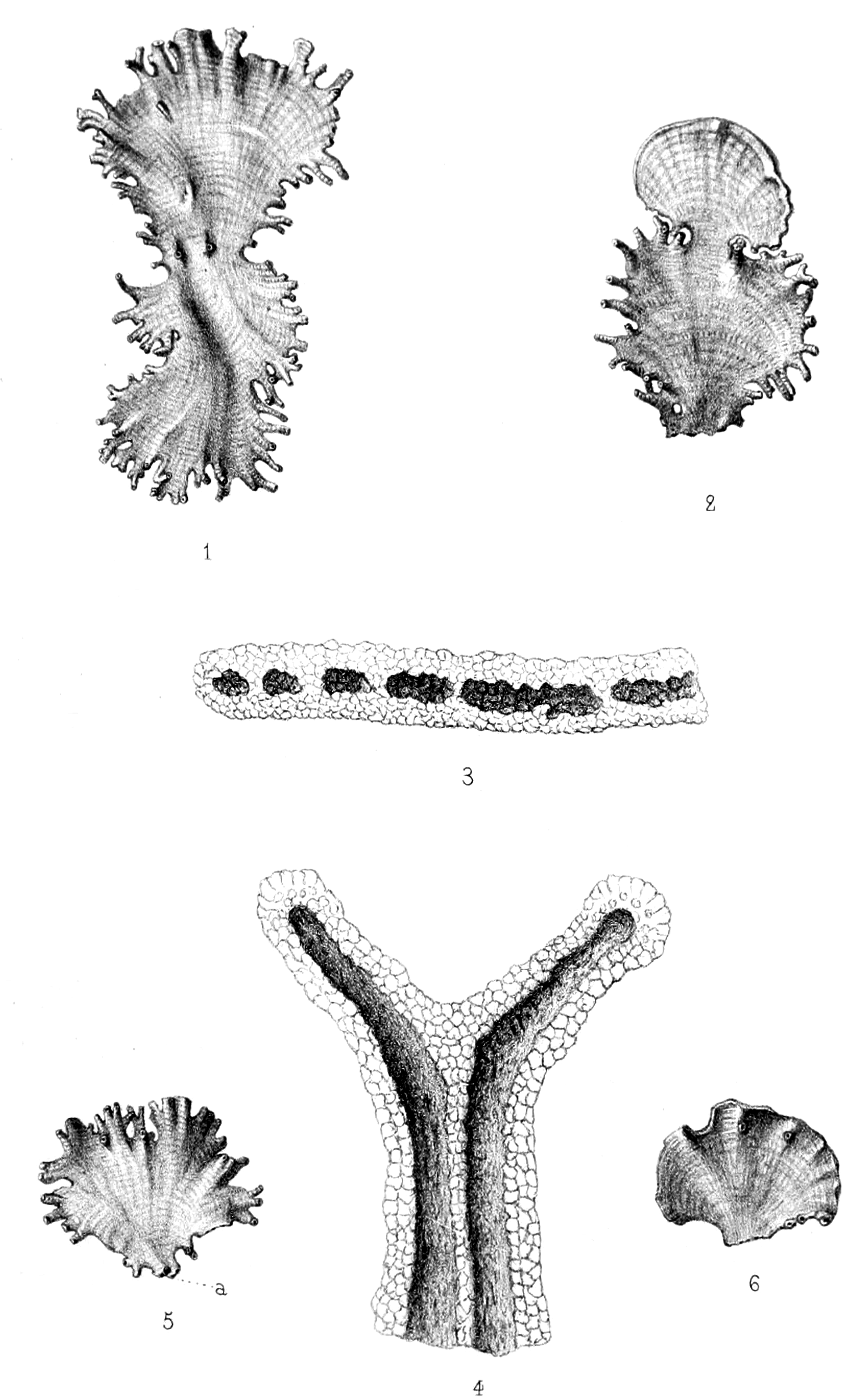
J. foetida, Illustrationen von Ch. Schlumberger, 1890